# Чек
Чек (фр. chèque, англ. cheque/check) — ценная бумага, содержащая ничем не обусловленное распоряжение чекодателя банку произвести платёж указанной в нём суммы чекодержателю. Чекодателем является лицо, имеющее денежные средства в банке, которыми он вправе распоряжаться путём выписывания чеков, чекодержателем — лицо, в пользу которого выдан чек, плательщиком — банк, в котором находятся денежные средства чекодателя.
Основанием для распоряжения чеками является чековый договор, заключаемый между банком-плательщиком и его клиентом. На основании этого договора клиенту выдаётся чековая книжка (бланки банковских чеков). Существуют денежные чеки, используемые для выплаты наличных, и расчётные чеки для безналичных расчётов. Для расчётов между банками существуют кроссированные чеки.
Чек может быть именным (выписанным на определённое лицо), ордерным (выписанным в пользу определённого лица) и на предъявителя. Передача чеков, за исключением именных, осуществляется посредством индоссамента (надписи на обратной стороне). Чекодатель не вправе отозвать чек до истечения установленного срока для предъявления его к оплате. После истечения этого срока чек оплате не подлежит.
Хотя формы чеков использовались с древних времен и, по крайней мере, с IX века, именно в XX веке чеки стали очень популярной формой безналичного расчёта, а использование чеков достигло своего пика. Ко второй половине XX века, когда обработка чеков стала автоматизированной, ежегодно выпускались миллиарды чеков; эти объёмы достигли своего пика в начале 1990-х годов. С тех пор использование чеков постепенно сократилось, его частично заменили электронные платежные системы. Во всё большем числе стран чеки либо становятся редкой формой платежей, либо полностью отсутствуют.

## Происхождение названия
Слово «чек» происходит от английского check. Английские этимологические словари приписывают финансовое значение словосочетания a check against forgery («проверка против подделки») с использованием слова check («чек») для обозначения «контроля», вытекающего из «проверки» (англ. check, рус. шах) в шахматах. Этот термин, в свою очередь, вошел в английский язык через французский, латинский, арабский и, в конечном счете, от персидского слова «шах» («царь»).
Английский глагол to checker, или chequer, означает графить — словом от этого же корня называется клетчатая материя, the cheque, или check — банковый чек, exchequer — казначейство. Последний термин происходит от того, что в банке расчёты велись на абаке, основа которого заключалась в разграфлённой доске. Английское государственное казначейство до последнего времени называлось Палатой шахматной доски — по клетчатому сукну, которым был покрыт стол заседаний. Клетчатая скатерть служила абаком при вычислениях. Возникшая в XII веке Палата шахматной доски была верховным финансовым управлением и высшим судом по финансовым вопросам до 1873 года.

## История
Вместо чеков в Вавилоне, Державе Ахеменидов, Древнем Риме и Древней Индии использовали глиняные таблички и аналогичные им предметы. Более современные аналоги чеков появились в Европе в XIII веке, ими пользовались венецианские купцы.
Обычай заменять платежи деньгами выдачей чеками на имя лиц и учреждений, хранящих или распоряжающихся деньгами чекодателя, очень раннего происхождения, но в Средние века ими пользовались только короли, государственные и городские учреждения.
Великобритания считается страной, в которой появились современные банковские чеки. Сохранился чек, выданный банком «Моррис и Клейтон» на сумму 400 фунтов стерлингов. Чек был выписан 16 февраля 1659 года Николасом Ванэккером.
По данным других источников, чеки появились в Голландии и Великобритании примерно в одно и то же время — в конце XVI- в начале XVII столетий. Когда клиенты сдавали голландским банкирам деньги на хранение, то получали от них специальные квитанции. С их помощью можно было оплачивать свои долги. В Англии вкладчикам выдавали специальные книжки с приказными бланками, которые также могли выполнять расчетную функцию.
Провинциальные расчетные палаты были созданы в крупных городах по всей Великобритании для облегчения оформления чеков в банках в том же городе. Бирмингем, Брэдфорд, Бристоль, Халл, Лидс, Лестер, Ливерпуль, Манчестер, Ньюкасл, Ноттингем, Шеффилд и Саутгемптон имели свои собственные информационные центры.
В Америке Банк Нью-Йорка начал выпускать чеки после того, как его основал Александр Гамильтон в 1784 году. Самый старый сохранившийся образец полной американской чековой книжки 1790-х годов был обнаружен семьёй в Нью-Джерси. Документы в некотором роде похожи на современные чеки: некоторые данные предварительно напечатаны на листах бумаги вместе с пустыми полями, где другая информация может быть написана от руки по мере необходимости.
С 1717 года Банк Англии начал печатать чеки типографским способом. Коммерческий банк Шотландии выпустил персонализированные чеки в 1811 году.
Первые законы, которые касались чеков, появились в Европе во второй половине XVIII века. В Великобритании чеки рассматривали как разновидность переводного векселя, поэтому порядок обращения чеков регулировался Законом о переводных векселях, принятым в 1822 году. В России, в дореволюционные времена, чекового законодательства не существовало, и использование чеков регулировалось торговыми обычаями.
На международном уровне оборот чеков регламентируется Женевскими чековыми конвенциями 1931 года (Россия в них не участвует).
С появлением банковских карт, чеки перестали быть такими актуальными, как раньше, но их продолжают использовать в качестве платежных средств.

## Структура чека

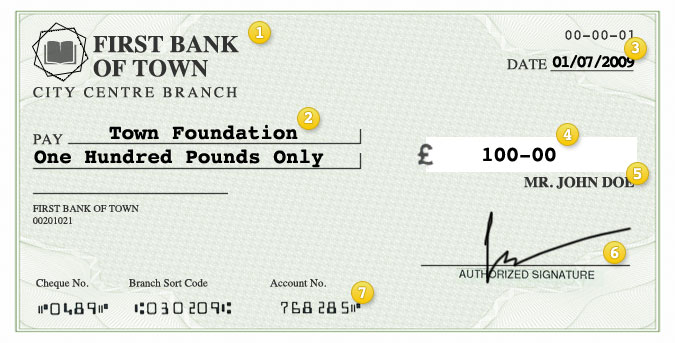
Основные элементы чека

Поскольку в XIX и XX веках популярность чеков резко возросла, на них начали печатать дополнительные элементы, которые значительно усложняли их подделку и облегчали обработку для банковских учреждений. Подпись плательщика стала обязательной, так как по сути являлась главной гарантией подтверждения или же опровержения подлинности выпущенного чека. В то же время был принят стандарт двойного написания суммы платежа — словами и цифрами. Данная мера сократила количество недобросовестных получателей, ведь исправить сумму на выписанном чеке становилось гораздо сложнее.
В США длительность действия чека зависит от того, где он был выпущен, и, как правило, ограничивается 6 месяцами, в то время как в Австралии, например, данный срок составляет 15 месяцев.
Начиная с 1960-х годов на чеках стали печатать специальные коды формата MICR. Они наносились магнитными чернилами и могли быть распознаны современными на тот момент компьютерами. В этих кодах содержался номер чека, информация о счёте и банке, и т. д. Благодаря этому нововведению чекодержатель приобрёл возможность получить платёж по чеку в любом удобном ему банке. Технология используется и по сей день.

## В России
В соответствии с Положением о чеках, утверждённым в 1929 году, в СССР действовали два вида чеков: расчётные и денежные:
- расчётные чеки — это письменные поручения банку произвести денежный платёж со счета чекодателя на счёт чекодержателя, то есть использовались для безналичных расчётов;
- денежные чеки служили для получения предприятиями и организациями наличных денег.

С 1 марта 1992 года постановлением ВС России принято «Положение о чеках» (не действует с 26.01.1996 года, в связи с принятием 2-й части Гражданского Кодекса РФ), которое определило порядок чекового обращения в стране (§ 5 гл. 46).
В июле 1993 в России создан «Чековый синдикат», объединяющий крупнейшие коммерческие банки. Клиент заключает соглашение с банком, входящим в этот синдикат, вносит вклад, на сумму которого открывается счёт, и получает чековую книжку. В пределах депозита выписываются чеки.

## Галерея

Чек «твидовского» Бродвей банка, 1870
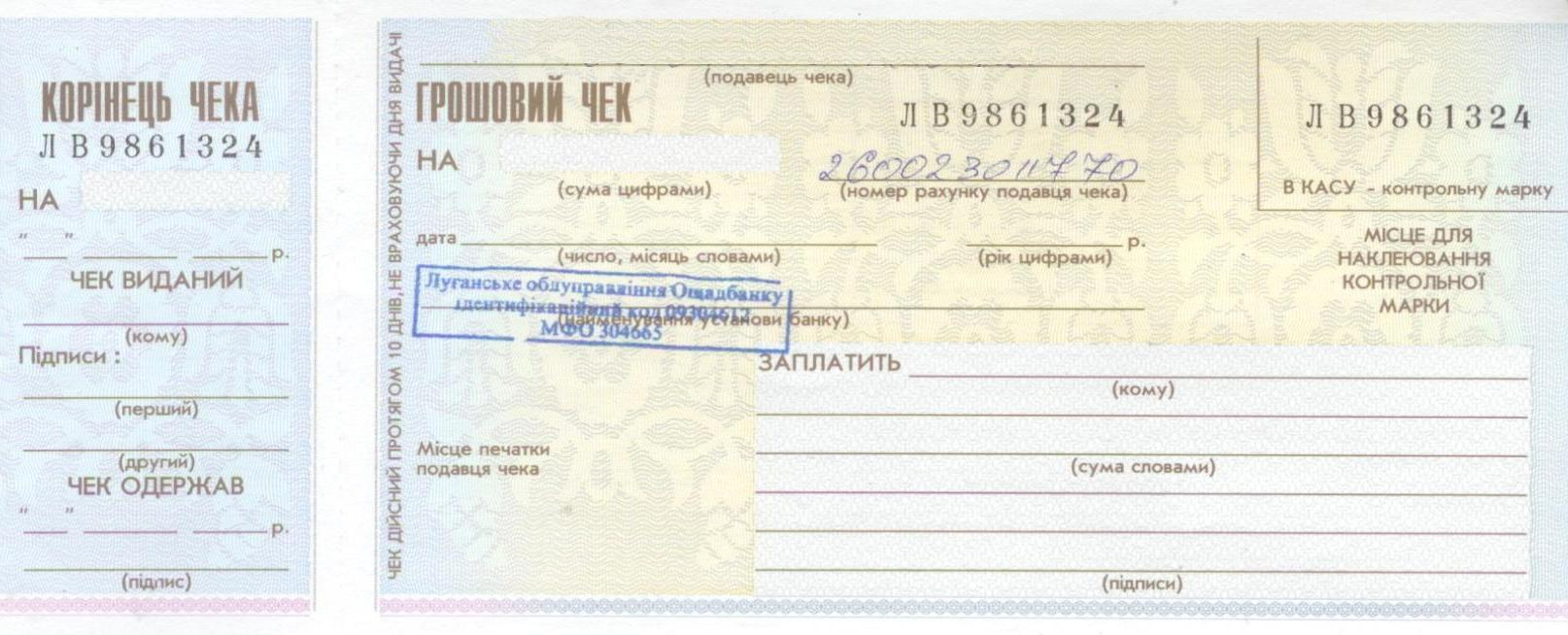
Чековая книжка, Украина, 2000-е годы
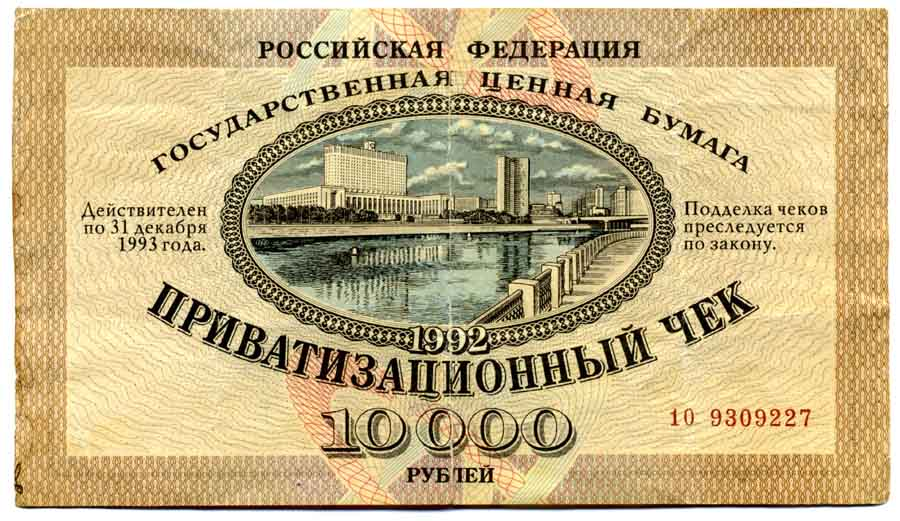
Приватизационный чек России, 1992